# Война за Эвбейское наследство
Война за Эвбейское наследство — вооружённый конфликт в 1256—1258 гг. между князем Ахайи Гилльомом II и коалицией других правителей франкской Греции, опасавшихся его устремлений. Война была вызвана вмешательством Виллардуэна в спор о наследовании северной трети острова Эвбея, которому сопротивлялись местные ломбардские бароны («триархи») с помощью Венецианской республики. Герцог Афин и Фив Ги I де ла Рош также вступил в войну против Гильома II вместе с другими баронами Центральной Греции. Их поражение в битве при Кариди в мае / июне 1258 г. фактически положило конец войне, хотя мирный договор не был заключён до 1262 года.

## Предыстория
После Четвертого крестового похода южная Греция была разделена между несколькими латинскими владениями, самым могущественным из которых было контролировавшее весь полуостров Пелопоннес Ахейское княжество. Сменивший в 1246 г. своего старшего брата Гильом II де Виллардуэн оказался самым энергичным правителем за всю историю княжества, стремившимся расширить и укрепить свою власть над другими латинскими государствами. «Великий владыка» Афин и Фив Ги I де ла Рош уже был его вассалом в пелопонесской сеньории Аргос и Нафплион, Гильом II также был сюзереном трёх ломбардских синьорий (terzieri) Негропонта (средневековое название острова Эвбея)
Ещё одним претендентом на господство над Эвбеей была Венецианская республика. Уже в 1209 г., когда Эвбея единолично управлялась Равано делле Карчери, ей были предоставлены торговые привилегии и право основывать кварталы в каждом городе острова, а владыка Эвбеи обязался ежегодно присылать дань и богатую одежда дожу Венеции в знак его сюзеренитета. Венецианское влияние усилилось в 1216 г., когда венецианский байло вмешался в возникшие после смерти Равано споры о престолонаследии. Чтобы удовлетворить всех претендентов, он разделил «трети» острова на две части с условием, что в случае смерти одного из соправителей каждой трети преемником станет другой соправитель, а не наследники первого соправителя.
В 1255 году южная триархия принадлежала Гульельмо I да Верона, центральная триархия — Нарцотто далле Карчери, а северная триархия Ореи — умершей в том году Каринтане далле Карчьери. Современные историки на основании работы учёного XIX в. Карла Хопфа считали её второй женой Гильома II, но Раймонд-Жозеф Ленертц доказал ошибочность этой теории. Судьба её мужа, и был ли он к тому моменту жив — неизвестна, но он был исключен из списка наследников по договору между триархами. На наследство Каринтаны, по-видимому, претендовал родственник Леоне далле Карчери и его сыновья, но два других триарха отвергли их претензию. В ответ Леоне подал жалобу Гильому II как сюзерену Негропонта. В более старых исторических работах, следуя гипотезе Хопфа, утверждалось, что Виллардуэн претендовал на северную триархию для себя.

## Формирование союза против Виллардуэна
По словам венецианского историка Марино Санудо-Старшего, в начале 1256 г. Виллардуэн призвал Гульельмо и Нарцотто к себе. Стесненные феодальными клятвами верности, они явились к его двору и были заключены в тюрьму. Виллардуэн занял Орею и северную триархию, а также Негропонте (современная Халкида) за исключением венецианского квартала. Жены триархов в сопровождении многих рыцарей и других родственников отправились к венецианскому байло Паоло Градениго и умоляли его о помощи. Как утверждает историк Уильям Миллер, «движимый политикой и сочувствием», Градениго согласился и со своими людьми напал на Виллардуэна и изгнал их из Негропонте. Санудо изображает это как начало венецианской помощи триархам и утверждает, что те оставались в заключении до тех пор, пока сам Виллардуэн не был схвачен в битве при Пелагонии в 1259 году. Но на самом деле это может отражать краткое заключение, поскольку два триарха были на свободе в июне 1256 г. и январе 1257 году.
14 июня 1256 г. в резиденции Ги I де ла Роша в Фивах был подписан договор между лангобардскими триархами и Градениго. Триархи отказались от вассальной зависимости от Ахейи и объявили своим сюзереном Венецианскую республику, в знак чего они будут посылать ежегодный дар золотых партитур, по одной для дожей и собора святого Марка, и проводить праздничные литургии в честь Венеции на Рождество, Пасху и праздник Святого Марка. Предыдущие соглашения 1209 и 1216 гг. были возобновлены, но, в то время как триархи и их владения были освобождены от ранее выплачиваемых республике любых пошлин и значительной дани, они уступили её права на все таможенные сборы и предоставили дополнительные уступки, вроде права регулировать вес, меры и весы для всей Эвбеи, а также привилегии для её граждан. Что ещё более важно, триархи уступили венецианцам охранявшую мост через пролив Еврип стратегическую цитадель и обширные владениями в городе Негропонте, что ознаменовало создание отдельной венецианской колонии и положило начало долгому и постепенному процессу переходу острова под власть торговой республики.
Столкнувшись с противодействием Венеции, Виллардуэн обратилась за поддержкой к её противнику в лице Генуэзской республике. Генуэзцы, всегда стремившиеся помешать венецианцам и задолжавшие за оказанную несколько лет назад помощь на Родосе, с готовностью согласились. Базируясь в Монемвасии, четыре галеры с генуэзским экипажем начали нападать на венецианские суда. Контролировавший стратегический проход через Кафирефс правитель Каристоса на юге Эвбеи Оттон де Сикон также встал на сторону Виллардуэна. Однако в других местах его призывы были встречены враждебно и с недоверием из-за претензий ахейского правителя на сюзеренитет над всеми латинскими князьями южной Греции. С лета 1256 года Ги I де ла Рош и его родственник Вильгельм де ла Рош присоединились к лангобардско-венецианскому лагерю, хотя и были вассалами Виллардуэнов (Ги — как сеньор Аргос и Нафплион, его родственник — как барон Велигости и Дамалы). К ним присоединились граф Салоны Томас II д’Отременкур и маркиз Бодоницы Убертино Паллавичини.
В октябре 1256 года в Негропонт был отправлен новый байло Марко Градениго с тремя или семью (по словам Андреа Дандоло) галерами и полномочиями действовать с триархами по своему усмотрению. 25 января 1257 года в городе Негропонте Градениго и триархи заключили полный союз против Виллардуэна, при этом обе стороны обязались не заключать сепаратный мир, не посоветовавшись с другой.
В ответ Виллардуэн отправил своего племянника и барона Каритены Жоффруа де Бриэльского, который в 1257 г. отбил город Негропонте и предпринял опустошительные набеги на Эвбею. Прибыв в Грецию, Марко Градениго осадил Негропонт, который продержался тринадцать месяцев. Помощь братьев де ла Рош оказалась решающей в принуждении его к капитуляции в начале 1258 года. Контратака ахейцев была отражена венецианской пехотой с пиками, которая выступила вперед и победила знаменитую ахейскую конницу перед стенами города. В какой-то момент к антиахейскому союзу также присоединился зять Ги I Афинского Жоффруа де Бриэль, считавшийся «лучшим солдатом во всем королевстве Романия [то есть Латинской Греции]»; s.

## Битва при Кариди. Конец войны
Гильом II ответил тем, что Уильям Миллер назвал «беспокойной деятельностью»: он безуспешно осадил венецианскую крепость Корони и совершил набег на Аттику, где чуть не попал в плен, прежде чем решил начать полномасштабное вторжение во владения де ля Роша. Его войско собралось у Никли, перешло Коринфский перешеек и на пути из Мегары в Фивы у перевала горы Кариди его войско нанесло решительное поражение армии союзников. Ги де ла Рош и другие синьоры бежали с поля боя и нашли убежище в цитадели Фив. Виллардуэн последовал за ними и приготовился осадить город, но уступил после того, как латинский архиепископ города и многие из его дворян умоляли проявить сдержанность и положить конец конфликту. Получив от Ги де ла Роша обещание предстать перед Великим судом Ахейского княжества и ассамблеей баронов, войска Гильома II отступило.
Верховный суд быстро собрался в Никли. Ги де ла Рош предстал перед ним в сопровождении своих рыцарей, но собравшиеся бароны решили, что не имеют права судить его, и передали дело королю Франции Людовику IX. Ги отправился во Францию в 1259 году, король не только простил его, но и присвоил титул герцога, который он и его преемники впоследствии должны были носить. Жоффруа де Бриэль предстал перед своим дядей, и только решительное и страстное заступничество других баронов спасло ему жизнь и дало помилование. Однако он был лишен права владения своими землями по праву завоевания, сохранив их как подарок от князя, что означало их утрату после его смерти в случае отсутствия прямых потомков.

## Последствия
Победа при Кариди в сочетании с победой над венецианцами возле Ореи положила конец конфликту; 6 августа 1258 г. Гульельмо I да Верона и Нарцотто далле Карчери согласились начать мирные переговоры через дожа Венеции Реньеро Дзено, а в начале 1259 г. тот уполномочил нового байло Андреа Бароцци подписать договор. Но из-за последующего участия Вильгельма в эпирко-ахейско-сицилийском союзе против Никейской империи, его поражения и захвата в Пелагонии византийским императором Михаила VIII Палеолога окончательное подписание мирного договора было отложено до освобождения Гильома в 1262 г.
Договор, подписанный в резиденции архиепископа Фив, по существу восстановил status quo ante bellum: Гильом признал Гульельмо, его племянника Грапелла и Нарцотто триархами, а они, в свою очередь, присягнули ему на верность. Крепость Негропонте была разрушена, но Венеция сохранила и даже увеличила свой квартал в городе, а также сохранила за собой исключительное право взимать пошлины на Эвбее, кроме триархов, князя и их агентов. Таким образом, Венеция сохранила часть своих достижений 1256 г., но в целом договор был расценен как провал республики ввиду значительных понесенных расходов. Некоторое время спустя Венеция довольствовалась своими финансовыми привилегиями и воздерживалась от вмешательства в политику острова.